# 燕都街道
燕都街道，是中华人民共和国辽宁省朝阳市双塔区下辖的一个乡镇级行政单位。

## 行政区划
燕都街道下辖以下地区：
二其营子村和三岔口村。